# كليفورد تشابين
كليفورد تشابين (Clifford Chapin) (إسمه الكامل كليفورد سامويل تشابين الرابع (Clifford Samuel Chapin IV)) هو مؤدي أصوات أمريكي ولد في 29 يناير 1988.

## أدواره في الأنمي

### مسلسلات أنمي تلفزيونية
- هجوم العمالقة - كوني سبرينغر
- هجوم العمالقة Season 2 - كوني سبرينغر
- أكاديميتي للأبطال - كاتسوكي باكوغو
- إندكس معينة خاصة بالسحر II - شياغي هامازورا
- رايلغان معينة خاصة بالعلم S - كينجي مادارامي
- إيس أتورني - أكرو
- أليس و زوروكو - إيتشيرو هاياشي
- أول آوت!! - شينسكي فوتامي
- فصل الاغتيال - توموهيتو سوغينو
- باراكامون - هيروشي كيدو
- بازيليسك: لفائف نينجا أوكا - هيغوراشي شيتشيغين
- كارد كابتور ساكورا: بطاقات كلير - تويا كينوموتو
- فتيان التشجيع!! - غين هاسيغاوا
- ملحمة مسيرة الموت إلى العالم الآخر - يورس
- دراغون بول سوبر - كابا
- جيمرز! - تاسوكو أويهارا
- غارو: ختم اللهب - ماركو
- غارو: القمر القرمزي - رايكو
- غوسيك - ياسوهيرو كوجو
- هاكيو هوشين إنغي - كو تينكا
- معركة الأبراج - الأخ تاتسومي الأكبر
- مجموعة جونجي إيتو - كاواي
- لعبة الملك ذي أنيميشن - تاكويا ساكاموتو
- أوفرلورد - بيتر مورك
- بوبتيبيبيك - دايتشي تايرا
- بريزون سكول - شينغو
- سرالفة النهاية - يوجي
- سيرفامب - ماهيرو شيروتا
- بطولات أرسلان - زانده
- بطولات أرسلان: رقصة الرياح المغبرة - زانده
- طوكيو غول - هيديوشي ناغاتشيكا
- طوكيو غول A√ - هيديوشي ناغاتشيكا
- فايري تايل - يوري دريار
- نيون جينيسيس إيفانجيليون - كاورو ناغيسا (الدبلجة الثانية)

### أفلام أنمي
- العضو القاتل - أليكس
- أكاديميتي للأبطال ذا موفي: البطلين - كاتسوكي باكوغو
- إيفانجيليون: الموت والبعث - كاورو ناغيسا (الدبلجة الثانية)
- نهاية إيفانجيليون - كاورو ناغيسا (الدبلجة الثانية)

## أدواره في الرسوم المتحركة
- روبي - شي دي مان

## وصلات خارجية
- كليفورد تشابين على موقع IMDb (الإنجليزية)
- كليفورد تشابين على موقع ANN person (الإنجليزية)

- صفحة IMDb